# La mappa del destino
La mappa del destino (titolo originale: The Tenth Chamber) è un romanzo dello scrittore statunitense Glenn Cooper.
The Tenth Chamber è stato tradotto in serbo, tedesco, francese, catalano, polacco, spagnolo, olandese, ceco, oltre che in italiano.

## Trama
Luc Simard, professore di archeologia e esperto archeologo, viene convocato dal suo amico Hugo Pineau nel Périgord, per un mistero riguardante un antico manoscritto rinvenuto durante un incendio nell'abbazia di Ruac, piccolo paesino situato nella valle del Vézère. Questo manoscritto è in codice e al suo interno viene trovata anche una mappa e dei misteriosi disegni che sembrano risalenti al Paleolitico. Incuriositi, mentre un amico di Hugo tenta di decifrare il manoscritto, i due amici seguono la misteriosa mappa, che li porterà sulle tracce di un'enorme caverna situata a pochi chilometri da Ruac. Da quel momento, la loro vita non sarà più la stessa: addentrandosi nella caverna, Luc e Hugo scopriranno dieci camere colleganti e disegni preistorici straordinariamente elaborati, ma non sanno che un segreto tremendo si nasconde nell'ultima camera, la decima, occupata da disegni di piante e da un graffito raffigurante uno strano uomo-uccello.

## Personaggi

### Personaggi dei giorni nostri
- André Gatinois, generale della DGSE.
- Billeter, tenente della gendarmeria di Ruac.
- Bonnet, capo della squadra SPV (Sapeur-Pompier Volontaire), sindaco di Ruac.
- Camille, moglie di Bonnet.
- Carlos Ferrer, fa parte del "team Ruac", è un archeologo spagnolo.
- Chabon, lavora per André Gatinois.
- Craig Morrison, studioso di Industria litica; è di Glasgow e fa parte del "team Ruac".
- Desnoyers, fa parte del "team Ruac", specializzato in pipistrelli.
- Elisabeth Coutard, fa parte del "team Ruac", è un'esperta di conservazione.
- Fred Prentice, contatto di Sara, lavora alla Plantagenetics.
- Gerard Girot, giornalista di Le Monde.
- Giles Moran, fa parte del "team Ruac", è uno speleologo.
- Hugo Pineau, quarantenne titolare dell'atelier H. Pineau, specializzato nel recupero di materiali librari danneggiati.
- Isaak Mansion, responsabile pubbliche relazioni della H. Pineau.
- Jacques Bonnet, fratello di Odile, figlio del sindaco di Ruac.
- Jean-Claude Marolles, colonnello, braccio destro di André Gatinois.
- Jeremy, assistente di Luc, inglese.
- Karin Weltzer, fa parte del "team Ruac", tedesca, studiosa di geologia pleistocenica.
- Luc Simard, professore all'università di Bordeaux, quarantaquattrenne archeologo.
- Marc Abenheim, cugino della moglie di Marolles, lavora in un dipartimento del ministero, vicedirettore del Centre National de Préhistoire.
- Marcel, abate dell'Abbazia trappista di Ruac.
- Margot, segretaria di Hugo Pineau.
- Marolles, lavora con André Gatinois.
- Martine, moglie di Hugo.
- Maurice Barbier, illustre archeologo e direttore del Centre National de Préhistoire.
- Menaud, abate sessantenne dell'Abbazia trappista di Ruac
- Michael Moffitt, direttore dell'Institute of Archaeology, capo di Sara.
- Odile Bonnet, sorella di Jacques, figlia del sindaco Bonnet e contabile che lavora nel "team Ruac".
- Pelay, medico di Ruac.
- Pierre Berewa, assistente di Luc, parigino originario della Sierra Leone.
- Sara Mallory, ex ragazza di Luc, professoressa.
- Toucas, colonnello della gendarmeria di Ruac.
- Zvi Alon, israeliano, fa parte del "team Ruac".

### Personaggi del 1118
- André, fratello di Bernardo.
- Astrolabio, figlio di Pietro Abelardo e Eloisa.
- Barthomieu, fratello maggiore di Bernardo.
- Bernardo, abate di Clairvaux.
- Eloisa, è stata la donna di Pietro Abelardo.
- Étienne, abate anziano.
- Gaudry, zio di Bernardo.
- Gérard, fratello di Bernardo.
- Guglielmo, abate di Champeaux.
- Guy, fratello di Bernardo.
- Jean, monaco infermiere a Ruac.
- Louis, priore.
- Michel, giovane monaco assistente di Jean.
- Pietro Abelardo, chierico, molto saggio.
- Stefano Harding, abate inglese.

### Personaggi del 30000 BP
- Gos, cugino di Tal e Nago, fratello di Uboas.
- Mem, figlio maggiore di Tal.
- Nago, fratello maggiore di Tal.
- Tal, fratello minore di Nago.
- Uboas, cugina di Tal e Nago, sorella di Gos.

## Edizioni in italiano
- Glenn Cooper, La Mappa del Destino, traduzione di Velia Februari e Amalia Rincori, Nord, 2010, pp. 410 ISBN 9788842916710
- Glenn Cooper, La mappa del destino, legge: Valeria Zatti, Feltre: Centro Internazionale del Libro Parlato, 2011
- Glenn Cooper, La mappa del destino, romanzo; traduzione di Velia Februari e Amalia Rincori, Milano: TEA, 2013